# Крістін Вакон
Крісті́н Вако́н (Вачо́н, англ. Christine Vachon; нар. 1962, Нью-Йорк, США) — американська продюсерка незалежних фільмів, активістка так званого анти-голлівудського кінематографа.

## Біографія
Крістін Вакон народилася у 1962 році в Мангеттені, Нью-Йорк. Вона є донькою Франсуази Форестьє і видатного американського фотографа Джона Вакона. У 1983 році закінчила Браунський університет, де під час навчання познайомилася з Тоддом Гейнсом і Баррі Еллсуортом. Разом, вони створили у 1987 році Apparatus Productions, некомерційну компанію, діяльність якою була спрямована на створення анти-голлівудської продукції і яка курувала виробництво семи фільмів протягом п'яти наступних років.
Крістін Вакон зі своєю колегою продюсером Памелою Коффлер в даний час працюють в Killer Films, яка була створена ними в 1996 році. Компанія відзначила свій 10-річний ювілей у 2005 році і був удостоєна ретроспективи в Музеї сучасного мистецтва в Нью-Йорку.
Крістін Вакон спродюсувала дебютний фільм Тодда Гейнса «Отрута», який отримав Гран-прі журі Кінофестивалю «Санденс», а також його наступні фільм «Оксамитова золота жила» (англ. Velvet Goldmine) про епоху британського глем-року, який передавався наприкінці 1990-х на відеокасеті з рук в руки та «Керол» (2015). Також вона продюсувала такі легендарні фільми як «Далеко від раю» (англ. Far from Heaven), «Хлопці не плачуть» (англ. Boys don't cry), «Фото за годину» (англ. One hour photo), «Мене там немає» (англ. I am not there), «Я стріляла в Енді Ворхола» (англ. I Shot Andy Warhol) та ін.

## Особисте життя
Крістін Вакон і її партнерка, художниця Марлін Маккарті, мешкають в Іст-Віллідж у Нью-Йорку та виховують доньку Гатрі. Восени 2009 року Вакон увійшла в ремісію після боротьби з раком молочної залози.

## Фільмографія
- 1991 : Отрута / Poison
- 1991 : Непритомність / Swoon
- 1994 : Ловися, рибко / Go Fish — виконавчий продюсер
- 1994 : Листівки з Америки / Post Cards from America
- 1995 : Порятунок / Safe
- 1995 : Діточки / Kids — співпродюсер
- 1995 : Стоунволл / Stonewall
- 1995 : Я стріляла в Енді Ворхола / I Shot Andy Warhol
- 1997 : Поцілуй мене, Гвідо / Kiss Me, Guido
- 1997 : Вбивця в офісі / Office Killer
- 1998 : Щастя / Happiness
- 1998 : Оксамитова золота жила / Velvet Goldmine
- 1998 : Я тебе втрачаю / I'm Losing You
- 1999 : Хлопці не плачуть / Boys Don't Cry
- 2000 : Злочин і покарання по-американськи / Crime + Punishment in Suburbia
- 2001 : Гедвіг і злощасний дюйм / Hedwig and the Angry Inch
- 2001 : Серія 7: Претенденти / Series 7: The Contenders
- 2001 : Безпека речей / The Safety of Objects
- 2001 : Казкар / Storytelling
- 2001 : Сіра зона / The Grey Zone
- 2001 : Стіни Челсі / Chelsea Walls
- 2002 : Фото за годину / One Hour Photo
- 2002 : Далеко від раю / Far from Heaven
- 2003 : Клубна манія / Party Monster
- 2003 : Табір / Camp
- 2003 : Трупа / The Company
- 2004 : Будинок на краю світу / A Home at the End of the World
- 2004 : Брудний сором / A Dirty Shame
- 2005 : Непристойна Бетті Пейдж / The Notorious Bettie Page
- 2005 : Погана слава / Infamous
- 2007 : Американський злочин / An American Crime — телевізійний
- 2007 : Дика грація / Savage Grace
- 2007 : Мене там немає / I'm Not There.
- 2007 : Вона мене знайшла / Then She Found Me
- 2008 : Гігантик / Gigantic
- 2009 : Материнство / Motherhood
- 2009 : Тріщини / Cracks
- 2010 : Що сталося з Вірджинією? / Virginia
- 2010 : Колискова для Пі / Lullaby for Pi
- 2011 : Продавці яблук / The Apple Pushers
- 2012 : За всяку ціну / At Any Price
- 2013 : Убий своїх коханих / Kill Your Darlings
- 2013 : Магія, магія / Magic Magic
- 2013 : Глибокий сніг / Deep Powder
- 2013 : Справи з ідіотами / Dealin' with Idiots
- 2013 : Останній з Робін Гудів / The Last of Robin Hood
- 2013 : Невинність / Innocence
- 2014 : Джентльмен грабіжник / Electric Slide
- 2015 : Противна дитина / Nasty Baby — виконавчий продюсер
- 2015 : Угода Олівера / Oliver's Deal — виконавчий продюсер
- 2015 : Керол / Carol
- 2015 : Великі небеса / Big Sky — виконавчий продюсер
- 2016 : Козел / Goat
- 2016 : Такса / Wiener-Dog
- 2018 : Колетт / Colette
- 2019 : Темні води / Dark Waters
- 2020 : Ширлі / Shirley
- 2023 : Травень, грудень / May December

## Член журі
- 1993 : Кінофестиваль «Санденс», член журі
- 2005 : Венеційський кінофестиваль, член журі
- 2005 : Кінофестиваль «Санденс», член журі
- 2010 : Сараєвський кінофестиваль, член журі
- 2012 : 60-й Міжнародний кінофестиваль у Сан-Себастьяні, член та голова журі

## Визнання
|                                               |                                                         |                                                         |          |  |  |
| 1994                                          | Нагорода ЛГБТ-кінофестивалю «Фреймлайн» (Сан-Франциско) | Нагорода ЛГБТ-кінофестивалю «Фреймлайн» (Сан-Франциско) | Перемога |  |  |
| Премія «Готем»                                |                                                         |                                                         |          |  |  |
| 1999                                          | Продюсерська нагорода                                   | Продюсерська нагорода                                   | Перемога |  |  |
| ЛГБТ-кінофестиваль «Аутфест»                  |                                                         |                                                         |          |  |  |
| 2001                                          | Почесна нагорода                                        | Почесна нагорода                                        | Перемога |  |  |
| Премія «Незалежний дух»                       |                                                         |                                                         |          |  |  |
| 2003                                          | Найкращий художній фільм                                | Далеко від раю (разом з Джоді Аллен)                    | Перемога |  |  |
| Національна рада кінокритиків США             |                                                         |                                                         |          |  |  |
| 2003                                          | Продюсерська нагорода                                   | Продюсерська нагорода                                   | Перемога |  |  |
| Премія Американського інституту кіномистецтва |                                                         |                                                         |          |  |  |
| 2016                                          | Найкращий фільм року                                    | Керол                                                   | Перемога |  |  |
| Берлінський міжнародний кінофестиваль         |                                                         |                                                         |          |  |  |
| 2016                                          | Спеціальна премія «Тедді»                               | Спеціальна премія «Тедді»                               | Перемога |  |  |